# Mary Almy
Mary Almy (1883-1967) fue una arquitecta estadounidense, una de las primeras en integrar un estudio formado solo por mujeres.

## Primeros años
Almy se crio en Cambridge, Massachusetts. Siendo una niña, contrajo polio y tuvo que caminar con muletas el resto de su vida. En 1905 se graduó del Radcliffe College. Enseñó en pequeñas escuelas privadas y empezó a interesarse por la arquitectura. Este interés llevó a su familia a generarle entusiasmo en el diseño de una casa de campo en Cape Cod. En 1917 estudió la carrera de arquitectura en el Massachusetts Institute of Technology. Obtuvo el grado en 1919.

## Trayectoria
Después de graduarse trabajó como dibujante en una firma londinense llamada Collcut y Hamp, por alrededor de dos años. En la década de los veinte, se convirtió en redactora de una firma de Boston, propiedad de Lois Howe y Eleanor Manning O'Connor. En 1926 se hizo miembro del Instituto Americano de Arquitectos, y socia de la firma Howe, Manning & Almy, Inc. Su trabajo se focalizó en el diseño y desarrollo de viviendas de pequeña escala para familias de ingreso medio. Si bien la pequeña escala surgía como un concepto nuevo en el espacio doméstico urbano (generalmente se construían en entornos más alejados, como casas de veraneo) era también una necesidad impuesta por los procesos políticos y socioeconómicos a nivel mundial. Uno de los primeros encargos que realizaron cuando Almy se unió a la firma fue la casa para su madre que sirvió de residencia temporaria para el Gobernador Joseph Ely.
A pesar de sobrevivir a la Gran Depresión, la firma tuvo que cerrar sus puertas en 1937 después del retiro de Howe. Manning y Almy continuaron en la práctica privada, con Almy incluso trabajando con la arquitecta Henrietta Pope.

## Reconocimientos
En 1926, Howe, Manning & Almy ganaron el primer premio en la competencia de casas Cape Cod que había organizado la Cape Cod Real Estate Board con la casa para la madre de Almy. Esta vivienda fue una de las 10 elegidas por House Beautiful's Small House Competition. Los planos aparecieron en el número de mayo de 1929 y fueron exhibidos en todo Estados Unidos.
Los proyectos y construcciones de las arquitectas alcanzaron amplia difusión en ejemplares de revistas tales como McCall’s, Architecture y American Architect and Architecture.
Varias de las obras realizadas están catalogadas por el National Register of Historic Places.

## Legado
Todos los trabajos escritos de Mary Almy permanecen bajo el poder de Howe, Manning and Almy, y están localizados en la librería Schlesinger en el Colegio Radcliffe.